# Ersja

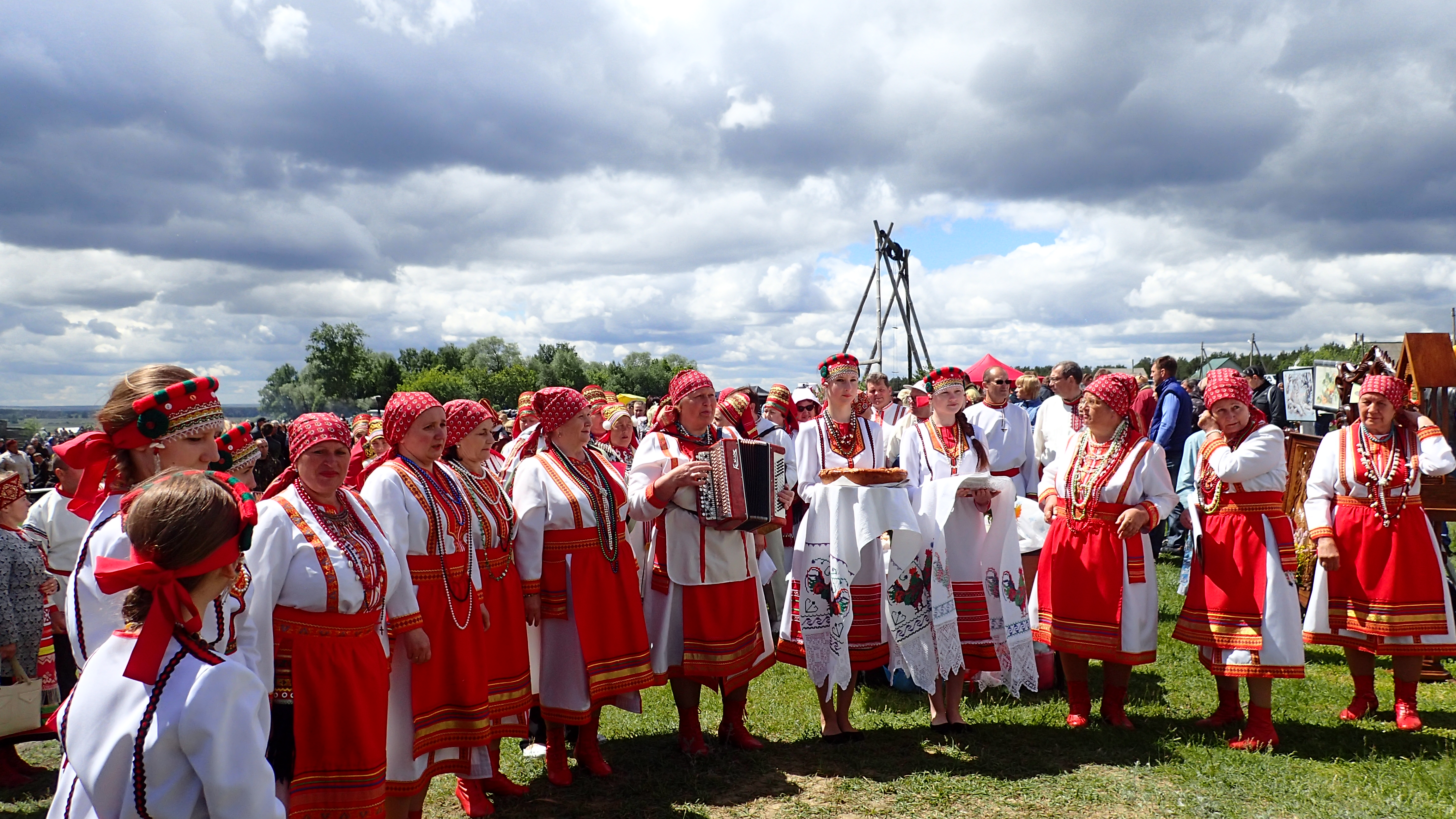
Ersja

Die Ersja sind ein Volk in Russland, hauptsächlich in der Republik Mordwinien. Sie gehören zu den Wolga-Finnen.
Die Ersja werden von einigen Ethnologen als die größere der beiden Hauptgruppen der Mordwinen angesehen (die kleinere sind die Mokscha), während andere davon ausgehen, dass es sich um zwei unterschiedliche Völker handelt.
Die Sprache der Ersja ist Ersjanisch.
Bei der russischen Volkszählung 2010 gaben 57.008 Menschen Ersja als Nationalität an.
Jefimija Kriwoschejewa war eine ersjanische Liedermacherin und Geschichtenerzählerin. Die Dichterin Xenija Petrowa erstellte eine Grammatik der ersjanischen Sprache.